# Dankmar Alrutz
Dankmar Alrutz (* 29. Juni 1950 in Hann. Münden; † 7. März 2024) war ein deutscher Verkehrswissenschaftler, Bauingenieur, Verkehrsplaner und Gutachter in Hannover. Er war einer der führenden deutschen Forscher und Planer im Bereich Rad- und Fußverkehr.

## Leben
Alrutz studierte 1971 bis 1978 an der damaligen Technischen Universität Hannover Bauingenieurwesen mit Vertiefung Verkehrsplanung. Nach vier Jahren von 1978 bis 1982 als Mitarbeiter bei der Beratungsstelle für Schadenverhütung des HUK-Verbandes (jetzt: Unfallforschung der Versicherer im Gesamtverband der Deutschen Versicherungswirtschaft (GDV)) absolvierte er ein Referendariat in Niedersachsen, das er erfolgreich als Bauassessor abschloss. Er war von 1984 bis 1986 wissenschaftlicher Mitarbeiter am Institut für Verkehrswirtschaft, Straßenwesen und Städtebau der Universität Hannover bei Professor Robert Schnüll. 1986 gründete er als einer von drei Geschäftsführern das Ingenieurbüro Planungsgemeinschaft Verkehr (PGV) in Hannover. Im Jahr 2012 entstanden aus der PGV zwei eigenständige Büros, darunter die PGV-Alrutz, deren Geschäfte er bis zu seinem Tod gemeinsam mit zwei Partnern führte. Alrutz verstarb im März 2024, er hinterlässt seine Frau und drei erwachsene Kinder.

## Werk
Alrutz hatte sich bereits in der Zeit beim HUK-Verband (seit 1978) mit der Sicherheit des Radverkehrs beschäftigt, dem seitdem ein wesentlicher Teil seiner Arbeit gewidmet war. Er war einer der Autoren der Empfehlungen für Radverkehrsanlagen (ERA) in der Ausgabe 1982 (damals noch Empfehlungen für Bau, Betrieb und Unterhaltung von Radverkehrsanlagen). Er war wesentlich an deren Neufassungen beteiligt, an den ERA 95 (1995) und den aktuell gültigen ERA 2010. Diese Werke, besonders die Ausgaben der ERA 95 und ERA 2010, die von der Forschungsgesellschaft für Straßen- und Verkehrswesen (FGSV) herausgegeben werden, haben (bei konsequenter Anwendung) wesentlich zu einer deutlichen Steigerung des Radverkehrs in zahlreichen deutschen Kommunen beigetragen. Alrutz war auch an einigen Kapiteln der Richtlinien für die Anlage von Stadtstraßen (RASt 06) maßgeblich beteiligt. Die RASt 06 sind heute das bedeutsamste Regelwerk für die Gestaltung von Straßen innerorts in Deutschland.
In zahlreichen Forschungsprojekten sammelte Alrutz Erkenntnisse zur Verkehrssicherheit, dem Verhalten und den Präferenzen von Radfahrern sowie, in geringerem Maß, zu Fußgängern. Er gewann unter anderem Erkenntnisse zu Radverkehrsführungen und Gestaltungsmöglichkeiten an Knotenpunkten mit oder ohne Lichtsignalanlagen und an Kreisverkehren, in Erschließungsstraßen, in für den Radverkehr in Gegenrichtung geöffneten wie auch nicht geöffneten Einbahnstraßen, in Fahrradstraßen, auf Radfahrstreifen und Schutzstreifen in Hauptverkehrsstraßen, auch außerorts. Diese Ergebnisse aus zahlreichen Forschungsarbeiten unter der Leitung von Alrutz führten zur Weiterentwicklung der Regelwerke der FGSV, zur Anpassung von rechtlichen Rahmenbedingungen (z. B. der Öffnung von Einbahnstraßen für den gegengerichteten Radverkehr in der Straßenverkehrs-Ordnung (StVO)) und zur Weiterentwicklung von Radverkehrsführungen in der Praxis.
1986 veröffentlichte er mit zwei Co-Autoren die 2. Auflage des Handbuch für Radverkehrsanlagen im Otto Elsner Verlag, lange Zeit ein Standardwerk zum Thema (die erste Auflage von Heinrich Richard stammt von 1981). Als weitere Publikationen hervorzuheben sind die umfangreiche Dokumentation zur Sicherung des Fahrradverkehrs von 1989 (mit Hans W. Fechtel und Juliane Krause), vereinzelt scherzhaft wegen ihres Umfangs „Die Bibel“ genannt (557 A-4-Seiten Text, 43 Seiten Literaturverzeichnis). Obwohl die Logik dazu nicht ganz stimmt, wurde Alrutz seit den frühen 1990er Jahren vereinzelt „Fahrrad-Papst“ oder auch „ERA-Papst“ genannt.
Zu erwähnen sind die Gutachten zum ersten (1999) und zweiten Fahrradbericht (2007) nebst Anhang der Bundesregierung, in deren Folge der (erste) Nationale Radverkehrsplan (NRVP) 2002-2012 und der zweite Nationale Radverkehrsplan 2020 erarbeitet und vom Kabinett verabschiedet wurden. Diese sind Grundlage der gestiegenen Investitionsbereitschaft wie auch der inzwischen erhöhten politischen Aufmerksamkeit von Bundesregierung und Bundestag beim Radverkehr.
Für mehrere Bundesländer erarbeitete Alrutz gutachterlich und moderierend strategische Empfehlungen, so 2007 für Hamburg die Radverkehrsstrategie, deren (zeitweise schleppende) Umsetzung alle zwei Jahre in Fortschrittsberichten dokumentiert wird, 2014 eine Wirkungskontrolle Radverkehr in Baden-Württemberg und seit 2017 das Fahrradmobilitätskonzept für Niedersachsen.
Alrutz brachte seit 2010 das Thema Radschnellverbindungen in Deutschland thematisch voran. Er war Leiter des Arbeitskreises 2.5.4 der FGSV zu diesem Thema. Seit 2017 besteht nach einer Änderung am Bundesfernstraßengesetz die Möglichkeit, den Bau von Radschnellverbindungen durch den Bund fördern zu lassen, wie schon zuvor in mehreren Bundesländern. Alrutz war an zahlreichen Planungen zu Radschnellverbindungen und anderen hochwertigen Radverbindungen in verschiedenen Planungsstadien beteiligt, so am überwiegend umgesetzten e-Radschnellweg quer durch Göttingen, in Ostwestfalen (RS 3) zwischen Minden und Herford, in Freiburg (Breisgau), Heidelberg und im Landkreis Lörrach sowie an der in Teilabschnitten (Wallring, Osterdeich) umgesetzten Radpremiumroute D.15, inzwischen R1, quer durch Bremen, von Farge bis Mahndorf.
Alrutz war von 2001 bis 2015 Mitglied der Jury beim Landespreis Fahrradfreundliche Kommune Niedersachsen. Dies war ein mit bis zu 25.000 Euro dotierter Preis des Landes Niedersachsen für besonders aktive Kommunen oder herausragende Einzelprojekte. Andere Jurymitglieder waren Vertreter der Fraktionen im Niedersächsischen Landtag, der kommunalen Spitzenverbände und des ADFC.
Die Ergebnisse des jährlichen Wettbewerbs wurden jeweils in Broschüren „Fahrradland Niedersachsen“ veröffentlicht. Der Landespreis hat einen wichtigen Grundstein gelegt für die Gründung der Arbeitsgemeinschaft fahrradfreundlicher Kommunen Niedersachsen/Bremen (AGFK).
Zu vielen Erkenntnissen aus Forschungsprojekten und Planungspraxis verfasste Alrutz Artikel in Fachzeitschriften, im Handbuch für kommunale Verkehrsplanung und anderen Veröffentlichungen, teils mit Co-Autoren. Alrutz war mit 47 Veröffentlichungen seit 1980 in der Literaturdatenbank zum Nationalen Radverkehrsplan  auf dem damaligen Fahrradportal nrvp.de vertreten, die auch graue Literatur enthält.
Alrutz hielt bei zahlreichen Veranstaltungen unterschiedlicher Institutionen Vorträge und Präsentationen, u. a. beim Allgemeinen Deutschen Automobil-Club, dem Deutschen Verkehrssicherheitsrat (DVR), dem deutschen Straßen- und Verkehrskongress, der Fahrradakademie, beim Nationalen Radverkehrskongress sowie u. a. den AGFKs in Bayern, Baden-Württemberg und Niedersachsen/Bremen.

## Tätigkeit in Verbänden
Alrutz war von 1996 bis 2007 Vorsitzender des damaligen Arbeitsausschusses 2.8 Anlagen des Fußgänger- und Radverkehrs der FGSV. Er war im Ausschuss, der mittlerweile nur noch für Radverkehr zuständig ist, weiterhin Mitglied. Alrutz war seit dessen Gründung in den 1990er Jahren bis 2019 Mitglied des Arbeitskreises 2.5.1 Aktuelle Fragen des Radverkehrs, inzwischen Fortschreibung der ERA. In diesem wurden unter anderem die Fassungen der Empfehlungen für Radverkehrsanlagen (ERA 95 und ERA 2010) erarbeitet. Im Arbeitskreis 2.5.1 und mit Alrutz’ wesentlicher Mitwirkung wurde auch das Merkblatt zur wegweisenden Beschilderung für den Radverkehr 1998 veröffentlicht, inzwischen mit seiner Beteiligung als neue Ausgabe 2024 veröffentlicht. Seit 1998 hat sich in der Folge in zahlreichen Regionen Deutschlands eine mehr oder weniger flächendeckende, relativ einheitliche Fahrrad-Wegweisung etabliert. Die Beachtung des Merkblatts mit landesspezifischen Abwandlungen ist in den meisten Bundesländern inzwischen eine Fördervoraussetzung.
Alrutz war darüber hinaus Leiter des Ad-hoc-Arbeitskreises der FGSV (von 2016 bis 2021 als Arbeitskreis 2.5.4, Radschnellverbindungen), in dem das 2014 veröffentlichte Arbeitspapier Einsatz und Gestaltung von Radschnellverbindungen entwickelt wurde, das seitdem wesentlich die Planungen zu Radschnellwegen beeinflusst. An dessen Überarbeitung und Weiterentwicklung zur H RSV 21, Hinweise für Radschnellverbindungen und Radvorrangrouten war er als Leiter des Arbeitskreises 2.5.4 federführend beteiligt. Auch die in diesen Papieren zusammengestellten Anforderungen und Vorgaben haben wesentlichen Anteil an der aktuellen Fördermittelvergabe und somit der Umsetzung von Radschnellwegen in Deutschland.
Weitere Mitgliedschaften bestanden in der Vereinigung der Straßenbau- und Verkehrsingenieure in Niedersachsen (VSVI), wo er in fast allen Landesverbänden zahlreiche Vorträge bei deren Seminaren hielt, sowie im Allgemeinen Deutschen Fahrrad-Club (ADFC), dem Verkehrsclub Deutschland (VCD) und dem Fachverband Fußverkehr Deutschland, (FUSS e.V.).

## Auszeichnungen
Alrutz wurde 2008 auf dem Deutschen Straßen- und Verkehrskongress die FGSV-Ehrennadel verliehen. Diese Auszeichnung wird alle zwei Jahre an meist nicht mehr als sieben Personen verliehen. Er wurde dort als „Vater der ERA 95“ (Empfehlungen für Radverkehrsanlagen, Ausgabe 1995) bezeichnet.

## Zitate
- „Besser kein Radweg als ein schlechter.“[14]
- „Kritisch muss die Praxis vieler Kommunen bewertet werden, Radwege auf schnelle und kostengünstige Art, insbesondere durch Abmarkieren von Gehwegen anzulegen. Die Erfahrung zeigt, dass derartige Radwege sehr häufig nicht den gewünschten Sicherheitsgewinn bringen. Unter diesem Gesichtspunkt kommt auch der Mängelbeseitigung auf bestehenden Radwegen ein sehr hoher Stellenwert zu.“ (Hervorhebungen im Original)[15]
- „Die Gefahr kommt von rechts!“ Bonmot von Alrutz bei einem Vortrag über Schutzstreifen, dass Gefährdungen für Radfahrer eher durch unerwartet geöffnete Autotüren entstehen als durch nachfolgende und überholende Autos

## Veröffentlichungen
Auswahl, teilweise mit (weiteren) Co-Autoren
- Untersuchungen zum Radverkehr in Köln: Unfallanalyse, Empfehlungen, Radverkehrsnetz für Porz. Köln 1980
- Verkehrsspezifische Unfallsituationen und -folgen von Fahrradfahrern, mit Dietmar Otte. Berlin 1986
- mit Robert Schnüll und Wolfgang Haller: Ortsdurchfahrten in Dörfern und kleinen Städten: Analyse und Dokumentation von Entwurfs- und Gestaltungsmaßnahmen = Forschung Straßenbau und Straßenverkehrstechnik 487. Bonn 1986
- Handbuch für Radverkehrsanlagen (2. Auflage), mit Heinrich Richard, Johannes Wiedemann. Darmstadt 1986.
- Dokumentation zur Sicherung des Fahrradverkehrs, mit Hans W. Fechtel, Juliane Krause, Bergisch Gladbach 1989, ISBN 3-88314-892-X, Zusammenfassung im ForschungsDienst Fahrrad 123.
- Radverkehr in Einbahnstraßen, mit Constanze Lenz. Hannover, Köln 1991. Zusammenfassung im ForschungsDienst Fahrrad 139.
- Sicherung von Radfahrern an städtischen Knotenpunkten, mit Robert Schnüll und anderen, Forschungsberichte der Bundesanstalt für Straßenwesen 262, Bergisch Gladbach 1992, Zusammenfassung im ForschungsDienst Fahrrad 189.
- Optimierung für den Radverkehr an Lichtsignalanlagen. Münster 1996, Zusammenfassung im ForschungsDienst Fahrrad 288
- Sicherheit des Radverkehrs in Erschließungsstraßen, mit Jörg Stellmacher-Hein, Berichte der Bundesanstalt für Straßenwesen V 37, Bergisch Gladbach 1997, Zusammenfassung im ForschungsDienst Fahrrad 317
- Bewertung der Attraktivität von Radverkehrsanlagen, mit Wolfgang Bohle, Elke Willhaus. Berichte der Bundesanstalt für Straßenwesen V 56. Bergisch Gladbach 1998. Zusammenfassung im ForschungsDienst Fahrrad 329.
- Flächenansprüche von Fußgängern, mit Wolfgang Bohle. Berichte der Bundesanstalt für Straßenwesen V 71. Bergisch Gladbach 1999
- Planungshinweise für Stadtstraßen, PLAST 9: Anlagen des Radverkehrs. Herausgeber: Freie und Hansestadt Hamburg. Hamburg 2000.
- Verkehrssicherheit in Einbahnstraßen mit gegengerichtetem Radverkehr, Berichte der Bundesanstalt für Straßenwesen V 83. Bergisch Gladbach 2001. Kurzfassung auf Bast.de.
- Nutzung von Inline-Skates im Straßenverkehr. Berichte der Bundesanstalt für Straßenwesen M 135. Bergisch Gladbach 2002. Bast-Info auf Bast.de.
- Schutzstreifen für den Radverkehr in Ortsdurchfahrten (pdf). Herausgeber Niedersächsische Landesbehörde für Straßenbau und Verkehr (NLStBV). Hannover 2007.
- Unfallrisiko und Regelakzeptanz von Fahrradfahrern (pdf). Berichte der Bundesanstalt für Straßenwesen V 184. Bergisch Gladbach 2009. Zusammenfassung auf nrvp.de. ISBN 978-3-86509-920-4.
- Verbesserung der Bedingungen für Fußgänger an Lichtsignalanlagen. Berichte der BASt V 217. Bergisch Gladbach 2012. Kurzfassung auf bast.de.
- Leitfaden Radverkehr. Herausgeber NLStBV, Hannover 2013 (pdf)
- mit Elke Willhaus, Gisela Sonderhüsken: Signale für den Radverkehr. Ein Leitfaden zur Radverkehrssignalisierung. Münster 2013 (pdf).
- Nutzung von Radwegen in Gegenrichtung - Sicherheitsverbesserungen. Mit Wolfgang Bohle, Stefanie Busek. Berichte der BASt V 261. Bergisch Gladbach 2015.
- Einfluss von Radverkehrsaufkommen und Radverkehrsinfrastruktur auf das Unfallgeschehen (pdf). Mit Reinhold Maier, Marcel Schreiber. Berlin 2015.
- Senatsverwaltung für Stadtentwicklung und Umwelt Berlin (Hg.): Sicher geradeaus! Leitfaden zur Sicherung des Radverkehrs vor abbiegenden Kfz. Berlin 2015 (pdf).
- Evaluierung Fahrradstraßen. Schlussbericht (pdf). Im Auftrag der Landeshauptstadt München, mit Detlev Gündel, Stefanie Busek. Hannover 2016.
- (Gutachten zum) Fahrradmobilitätskonzept Niedersachsen (pdf). Mit Elke Willhaus, Linn Schröder, Peter Bischoff, Kristina Bröhan. Hannover 2021.
- Hinweise für Radvorrangrouten und Radschnellverbindungen (H RSV), Ausgabe 2021 (Inhaltsverzeichnis), als Leiter des federführenden Arbeitskreises 2.5.4 der FGSV. Köln 2021
- Handreichung Radverkehrskonzepte.  Mit Leander Fricke, Elke Willhaus. Hannover 2024 (posthum), u. a. Handbuch zur Erstellung kommunaler Radverkehrskonzepte und Übersicht zu Maßnahmen der Radverkehrsführung in kommunalen Radverkehrsnetzen
- Maßnahmenkatalog  zur Förderung des kommunalen Radverkehrs. Im Auftrag der AGFK Niedersachsen | Bremen e.V. Mit Leander Fricke, Elke Willhaus.